# Rivière Noire (rivière à la Fourche)
Pour les articles homonymes, voir Rivière Noire.
La rivière Noire est un affluent de la rive nord-est de la rivière à la Fourche, coulant dans les municipalités de Saint-Luc-de-Vincennes et de Saint-Maurice, dans la municipalité régionale de comté (MRC) de Les Chenaux, dans la région administrative de la Mauricie, dans la province de Québec, au Canada.
Le cours de la rivière Noire coule du côté est de la rivière Saint-Maurice et du côté nord du fleuve Saint-Laurent. Cette rivière fait partie du bassin versant de la rivière Champlain laquelle serpente généralement vers le nord-est, puis vers le sud-est, jusqu’à la rive nord du fleuve Saint-Laurent.
La partie supérieure de son cours est entièrement en zone agricole ; tandis que la partie inférieure de son cours, soit au sud de la route 352 est en zone forestière. La surface de la rivière est généralement gelée de la mi-décembre jusqu’à la fin mars, cependant la circulation sécuritaire sur la glace se fait généralement de fin décembre à début mars. Le niveau de l'eau de la rivière varie selon les saisons et les précipitations ; la crue printanière survient en mars ou avril.

## Géographie
La rivière Noire prend sa source en zone agricole à la limite d’un boisée. La partie supérieure de la rivière coule en parallèle à la route 359. La source de cette rivière est située à 3,8 km au sud du centre du village de Saint-Narcisse, à 7,7 km au nord-ouest de la confluence de la rivière à la Fourche et à 14,1 km au nord-ouest de la rive nord du fleuve Saint-Laurent.
À partir de sa source, la rivière Noire coule sur 6,8 km, selon les segments suivants :
- 3,6 km vers le sud-est dans Saint-Luc-de-Vincennes, puis vers le sud-ouest, jusqu’à la route 352 (route du rang Saint-Jean) ;
- 0,9 km vers le sud, jusqu’à la limite de Saint-Maurice ;
- 2,3 km vers le sud dans Saint-Maurice, en serpentant jusqu’à la confluence de la rivière[1].

La rivière Noire se déverse dans un coude de rivière sur la rive nord-est de la rivière à la Fourche dans la municipalité de Saint-Maurice, au sud-est de la route 352.
La confluence de la rivière Noire est située à :
- 4,7 km à l'est du centre du village de Saint-Maurice ;
- 15,1 km au nord de la confluence de la rivière Champlain ;
- 10,4 km au nord de la rive nord du fleuve Saint-Laurent.

## Toponymie
Le toponyme rivière Noire a été officialisé le 27 novembre 1979 à la Commission de toponymie du Québec.